# そん♪Song MUSEUM FUTURE
そん♪Song MUSEUM FUTURE（そんそんみゅーじあむふゅーちゃー）は、2007年9月4日から超!A&G+で放送されていたラジオ番組。『超!A&Gミュージック+』の中の1企画として火曜日に放送された。パーソナリティは、中村みな。

## 放送時間
- 2007年9月4日 - 9月25日

火曜日：21:30 - 22:30（リピート放送：火曜日：25:00 - 26:00、水曜日：11:30 - 12:30、15:00 - 16:00、土曜：25:00 - 26:00、日曜日：15:00 - 16:00）
- 2007年10月2日 - 2008年4月1日

火曜日：21:30 - 22:30（リピート放送：水曜日：6:00 - 7:00、11:30 - 12:30、15:00 - 16:00、土曜日：25:00 - 26:00）
- 2008年4月8日 - 7月15日

火曜日：16:00 - 17:00（リピート放送：水曜日：6:00 - 7:00、12:00 - 13:00、土曜日：25:00 - 26:00）
- 2008年7月22日 - 9月30日

火曜日：16:00 - 17:00（リピート放送：水曜日：6:00 - 7:00、土曜日：24:00 - 25:00）
- 2008年10月7日 - 2009年1月27日

火曜日：16:00 - 17:00（リピート放送：水曜日：6:00 - 7:00、月曜日：15:00 - 16:00）
- 2008年2月3日 - 2月24日

火曜日：16:00 - 17:00（リピート放送：水曜日：6:00 - 7:00、土曜日：25:00 - 26:00）
※毎月月初めの更新だが、月曜基準に更新のため月によっては月初めではなく第2火曜更新の場合もある。その間はリピート放送。

## 主なコーナー
- フューチャーミュージアム1、2、3

番組のメインコーナー。白石涼子の聞かなきゃ☆そん♪Song!の人気コーナー『Count そん♪Song! Down』でオンエアされた曲を紹介していくコーナー。そん♪Song MUSEUMは『FUTURE』と『PAST』の2つがあり、『FUTURE』では最近の放送を振り返る内容となっている。
- ミュージアムブレイク

中村みなのフリートークと最新アニソンのリクエストを紹介していくコーナー。
- MARCHのポッケ

『東京国際アニメフェア2008』の「超ラジ!Rookie 解散式」で結成されたルーキー1期生4人（井澤詩織、吉田沙織、坂祥美、中村みな）によるユニット、MARCHのミニ番組。2008年5月よりスタート。毎回さまざまな企画に挑戦していくMBT（マチポケ・ビスケット・タイムス）というコーナーがある。

## エピソード
- 2008年3月4日放送の回では、ミュージアムブレイクのコーナーにゲストとして坂祥美が登場したが、これは収録のときたまたま通りかかったところを中村みなにキャッチされたためとのこと。
- 番組冒頭での中村みなの挨拶は「こんちゃーっす」、エンディングでは「次回も聞かなきゃ☆そん♪Song!」であるが、これは白石涼子の聞かなきゃ☆そん♪Song!での白石涼子の挨拶と同じである。